# Miss & Mrs. Cops
Miss & Mrs Cops (Girl Cops,  hangul:걸 캅스 ) é um filme de comédia policial sul-coreano de 2019. Estreou a 9 de maio de 2019. 
O título original Girl Cops é uma homenagem à série de televisão sul-coreana Two Cops (1993). 
1. ↑  Yoo, Chung-hee (1 de abril de 2019). «라미란X이성경, 나쁜놈 때려잡는 '걸캅스' 포스터 공개…5월 개봉». Hankyung (em coreano)
2. ↑  «[리뷰]'투캅스' 뺨치는 '걸캅스' 탄생…속 뚫리는 107분». 아시아경제 (em coreano). 30 de abril de 2019. Consultado em 23 de junho de 2019